# ریکی فون اوپل
فردریک «ریکی» فون اوپل (آلمانی: Frederick "Rikky" von Opel؛ زادهٔ ۱۴ اکتبر ۱۹۴۷ در نیویورک سیتی، ایالت نیویورک) رانندهٔ سابق مسابقات اتومبیل‌رانی فرمول یک اهل لیختن‌اشتاین است که از فصل ۱۹۷۳ تا ۱۹۷۴ در مجموع در چهارده گراند پری شرکت کرد، اما موفق به کسب هیچ امتیازی نشد.